# Княжичи (Броварский район)
Кня́жичи (укр. Княжичі) — село, входит в Броварскую городскую общину Броварского района Киевской области Украины. Население составляет 4476 человек (2020 год).

## История
По преданию, ещё в княжеские времена, здесь имел свой дворец Соловей-разбойник. Позднее здесь жил князь, вероятно Владимир Мономах. Первые летописные упоминания о Бронь-Княже относятся к 1125—1147 гг. В польской королевской грамоте упоминаются Княжичи как поселение монахов в 1489 году. Издавна через село при переправе через речку Дарница проходил древний торговый путь. В средние века Княжицкие земли принадлежали семье Албеевичив-Солтани. В начале XIX века село становится центром Княжицкой волости.
В «Генеральном следствии о маетностях Переяславского полка» сказано: «Селами Княжичами, Бортничами, по свидетельству старожилов, як они запамятают, ещё за державы полской Кіевского Пустинно-Николского монастира законники владели, и Княжичи от королей надани, а Бортничи по писменному свидетелству бывшег покойного игумена Христофора Чарнуцкого от салтана Албеева, толмача короля Жигмонта, купленное за 400 коп от создания мира 7016 году, и оние ни в чьем владении не были никогда по ныне. Крепостей з оного монастира жадних не явили».
В 1781 году село принадлежит к Бориспольской сотни. В селе было 60 крестьянских хозяйств и одна церковь с попом и дьяком.
В 1787 году село принадлежало уже к Киевскому уезду и живёт в нём 241 («мужеска полу») государственных крестьян.
В Княжичах была церковь Преображения Господнего, дата строительства которой неизвестна. В 1885 году к церкви была достроена колокольня, про что есть описание и чертежи в Черниговском областном государственном архиве. По данным 1902 года, церковно-приходской школы ещё не было.

## XIX век
В эпоху Царской России Село Княжичи входило в состав Остерского уезда Черниговской губернии.
После реформы 1862 года монастырская и государственные земли были переданы общине. Последний передел земли проводился в 1890 году. В это время в пользовании селян было 3100 десятин земли. Освоение новых земель шло путём расчистки леса.
В конце XIX века при прокладке железной дороги она могла пройти через Княжичи, одна сельский сход отказался давать взятку инженерам мотивируя это тем, что железная дорога «распугает весь скот», в результате железная дорога прошла через Бровары, ускорив превращение маленького казацкого местечка в достаточно большой город и районный центр, хотя изначально такая перспектива предлагалась Княжичам.

## 1917—1950-е гг
В январе 1930 года в Княжичах был создан колхоз, в который вошло 1256 селян, что составило 605 хозяйств. Полная коллективизация завершилась весной 1932 года.
В борьбе с немецкими войсками на фронте и в партизанских отрядах, во время оккупации погибло 264 княжичанина. Во время освобождения села в сентябре 1943 года особо отличились советские танкисты. Тогда село дважды переходило из рук в руки. Таких ожесточенных боев не велось ни за один населенный пункт в районе. В этих боях была тяжело ранена механик-водитель танка Т-34 сержант Мария Ивановна Лагунова.

## 1960—1970-е гг
20 мая 1962 года в Княжичах открылась типовая средняя школа на три этажа, рассчитанная на 520 ученических мест.
В последнее время[когда?]

 село со своим сельсоветом представляло собой колхоз овоще-молочного направления.

## Жители села
В селе родились:
- украинский и советский художник Николай Григорьевич Залозный (1925—1982)
- киевский и украинский художник Ф.К.Тетянич (1942-2007), известный также как Федор Фрипулья;